# 格罗索山油田
格罗索山油田是一处位于南亚平宁地区的油田。该油田发现于2006年，由地中海油气公司开发。它从2011年起开始产油。格罗索油田的总探明储量大约为1亿桶（17.7×106吨），平均日产量为15,000桶每日（2,400立方每日）。